# Julian Ranc
Julian Ranc (* 14. September 1996) ist ein französischer Leichtathlet, der im Mittel- und Langstreckenlauf an den Start geht.

## Sportliche Laufbahn und Leben
Erste internationale Erfahrungen sammelte Julian Ranc im Jahr 2023, als er bei den Weltmeisterschaften in Budapest mit 3:48,63 min in der ersten Runde im 1500-Meter-Lauf ausschied.

## Persönliche Bestleistungen
- 800 Meter: 1:47,71 min, 27. Mai 2017 in Weinheim
  - 800 Meter (Halle): 1:49,55 min, 11. Februar 2018 in Metz
- 1500 Meter: 3:33,90 min, 18. Juni 2023 in Tomblaine
  - 1500 Meter (Halle): 3:39,95 min, 12. Februar 2022 in Metz